# Закон бажання
«Закон бажання» (ісп. La ley del deseo) — іспанська драма 1987 року, режисер і сценарист Педро Альмодо́вар. Перший з фільмів режисера повністю на гомосексуальну тематику. Картина фокусується на складному любовному трикутнику між трьома чоловіками.

## Сюжет
Пабло Кінтеро, гомосексуальний режисер, зустрічає Антоніо, вродливого юнака, одержимого ним. У них зав'язуються стосунки, однак Пабло все ще закоханий у свого давнього коханця Хуана.
Паралельно з цим зображається драматична історія сестри Пабло, Тіни, посередньої акторки, яка колись змінила стать, щоб зав'язати сексуальні стосунки з вітчимом, який у результаті залишив її заради іншої жінки. Через це вона ненавидить усіх чоловіків, а навколо ходять плітки, що вона може бути лесбійкою. Крім того, вона повинна піклуватися про свою небогу Аде, чия мати фактично покинула її.
У пориві пристрасті до Пабло Антоніо вбиває Хуана. Проте поліція починає підозрювати Пабло і Тіну. В автокатастрофі Пабло втрачає пам'ять, що дозволяє Тіні відкрити йому, чому вона стала транссексуалом. Також вона повідомляє, що знайшла коханця. Ним виявляється Антоніо, але Пабло дізнається про це занадто пізно. Антоніо бере Тіну й Аду в заручники, щоб вимагати час побути наодинці з Пабло. Приголомшений Пабло погоджується і після години їх близькості починає відчувати ніжні почуття до нього. Але Антоніо несподівано вчиняє самогубство.

## Ролі
| Актор                | Роль            |
| -------------------- | --------------- |
| Еусебіо Понсела      | Пабло Кінтеро   |
| Кармен Маура         | Тіна Кінтеро    |
| Антоніо Бандерас     | Антоніо Бенітес |
| Мігель Молина        | Хуан Бермудес   |
| Бібіана Фернандес    | Ада, матір      |
| Фернандо Гильєн      | інспектор       |
| Хельга Ліне          | матір Антоніо   |
| Марта Фернандес Муро | фанатка         |

## Саундтреки
- Lo dudo — виконує Los Panchos
- Ne me Quitte pas  — виконує Maysa Matarazzo
- El adiós de Gloria — автор Bernardo Bonezzi
- Guardo che luna — виконує Fred Bongusto
- Déjame recordar — виконує Bola de Nieve
- Susan Get Down — виконує Педро Альмодовар та Fabio McNamara
- Satanasa — виконує Педро Альмодовар та Fabio McNamara

А також:
- Sinfonia 10 — композитор Дмитро Шостакович, виконує Orquesta Sinfonica de la Flarmonicade Mosou
- Tango — композитор Ігор Стравінський, виконує Orquesta Sinfonia de la R.T.V. Rusa

## Нагороди й номінації
Фільм загалом отримав 10 премій та 3 номінації, зокрема:

### Нагороди

#### Берлінський кінофестиваль
- 1987 — нагорода «Найкращий художній фільм» премії «Тедді»

#### Боготський кінофестиваль (Bogota Film Festival)
- 1988 — Педро Альмодовар отримав нагороди в номінаціях «Найкращий режисер», «Найкращий сценарист», Кармен Маура — в номінації «Найкраща актриса», Хосе Сальседо — в номінації «Найкращий монтаж».

#### Срібні кадри (Fotogramas de Plata)
- 1988 — Педро Альмодовар отримав нагороду в номінації «Найкращий фільм».

#### Лос-Анджелеська асоціація кінокритиків (LAFCA)
- 1987 — Педро Альмодовар отримав нагороду в номінації «Нова генерація».

#### Міжнародний ЛГБТ-кінофестиваль у Сан-ФранцискоФреймлайн
- 1987 — Педро Альмодовар отримав нагороду «Приз глядацьких симпатій» в номінації «Найкращий художній фільм».

#### Sant Jordi Awards
- 1988 — Антоніо Бандерас отримав нагороду «Найкращий іспанський актор», Педро Альмодовар — «Приз глядацьких симпатій» в номінації «Найкращий іспанський фільм».

### Номінації

#### Боготський кінофестиваль (Bogota Film Festival)
- 1988 — номінація «Найкращий фільм»

#### Срібні кадри (Fotogramas de Plata)
- 1988 — Антоніо Бандерас в номінації «Найкращий кіноактор», Кармен Маура — «Найкраща кіноактриса».

## Цікавинки
- Інспектор поліції (Фернандо Гільєн) і його помічник (Фернандо Гільєн Куерво) є батько і син, як у кіно, так і в реальному житті.[2]